# Sesleria rigida
Sesleria rigida är en gräsart som beskrevs av János Johann A. Heuffel och Heinrich Gottlieb Ludwig Reichenbach. Sesleria rigida ingår i släktet älväxingar, och familjen gräs. Inga underarter finns listade i Catalogue of Life.